# Louis Faurer

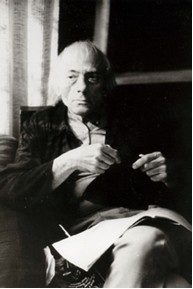
Louis Faurer 1971

Louis Faurer (* 28. August 1916 in Philadelphia, USA; † 2. März 2001 in Manhattan, New York, NY) war ein US-amerikanischer Fotograf.

## Leben
Louis Faurer gilt als wichtiger Vertreter der amerikanischen Nachkriegsfotografie. Seine Motive suchte er im normalen Alltag und fotografierte die Menschen auf den Straßen in Philadelphia und in New York. Mit Vorliebe arbeitete er am Times Square, dem geschäftigen Vergnügungszentrum mit seinen vielen Kinos, Theatern und Restaurants. 